# Namco Super Pac-Man
Namco Super Pac-Man es una Placa de arcade creada por Namco destinada a los salones arcade.

## Descripción
El Namco Super Pac-Man fue lanzada por Namco en 1982.
El sistema tenía un procesador 6809 , y el audio lo gestionaba también un 6809, que manejaba un chip de audio Namco custom 8 channel 4-bit WSG.
En esta placa funcionaron 8 títulos.

## Especificaciones técnicas

### Procesador
- 6809

### Audio
- 6809

Chip de sonido
- - Namco custom 8 channel 4-bit WSG.

### Video
- Resolución 288x224 pixeles

## Lista de videojuegos
- Dig Dug II
- Grobda
- Mappy
- Motos
- Pac & Pal / Pacman & Chomp Chomp
- Phozon
- Super Pac-Man
- Tower Of Druaga